# Zentai Gábor
Zentai Gábor dr., (1918. – 1996. június 10.) magyar bajnok labdarúgó, kapus.

## Pályafutása
1939 és 1940 között a Ferencváros játékosa volt. Egy bajnoki címet szerzett a csapattal. A Fradiban öt bajnoki mérkőzésen szerepelt. 1945 és 1947 között az Újpesti TE játékosaként további két bajnoki címet nyert.

## Sikerei, díjai
- Magyar bajnokság
  - bajnok: 1939–40, 1945–46, 1946–47